# Meussia
Meussia é uma comuna francesa na região administrativa de Borgonha-Franco-Condado, no departamento de Jura. Estende-se por uma área de 13,64 km². Em 2010 a comuna tinha 430 habitantes (densidade: 31,5 hab./km²).